# Лин (Алабама)
Лин (енгл. Lynn) град је у америчкој савезној држави Алабама. По попису становништва из 2010. у њему је живело 659 становника.

## Демографија
Према попису становништва из 2010. у граду је живело 659 становника, што је 62 (10,4%) становника више него 2000. године.
| Група             | 2000.       | 2010.       |
| Белци             | 587 (98,3%) | 643 (97,6%) |
| Афроамериканци    | 1 (0,2%)    | 0 (0,0%)    |
| Азијати           | 1 (0,2%)    | 0 (0,0%)    |
| Хиспаноамериканци | 0 (0,0%)    | 6 (0,9%)    |
| Укупно            | 597         | 659         |